# Dieter Müller (Grafiker)

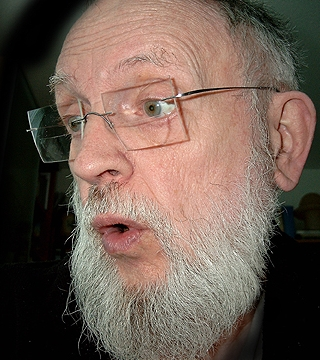
Dieter Müller 2004

Dieter Müller (* 3. Juni 1938 in Berlin; † 18. Mai 2010 in Berlin) war ein deutscher Grafiker, Maler und Illustrator.

## Leben und Wirken
Dieter Müller studierte nach einer Ausbildung zum Modezeichner an der Meisterschule für Graphik und Buchgewerbe Berlin-Friedenau sowie an der Fachschule für Werbung und Gestaltung, Berlin, und war danach als Werbegrafiker und Atelierleiter im Berliner Handel, und seit 1970 freiberuflich tätig. Er war Mitglied im Verband Bildender Künstler der DDR (VBK) sowie im Bundesverband Bildender Künstlerinnen und Künstler (BBK).

## Werke
Er hinterließ etwa einhundert gestaltete Bücher, Illustrationen für Belletristik, Gedichtbände, insbesondere Kinder-, Märchen-, Schul- und Sachbücher, Poster und Plakate, Werbe-, Gebrauchs- und Kleingrafik, Storyboards und Trickkamera-Arbeiten für Fernsehen und Film in unterschiedlichsten graphischen Techniken. Auf dem Gebiet der Bildenden Kunst trat er mit gegenständlichen und gegenstandslosen Bildern und Grafiken hervor.

## Ausstellungen
Müller hatte Einzelausstellungen in Berlin, Moskau, Bologna, Wittenberg, Springe/Deister und Coppenbrügge. Er beteiligte sich zudem an zahlreichen Gemeinschaftsausstellungen.